# Jaroslav Godzjur
Jaroslav Michajlovič Godzjur (in russo Ярослав Михайлович Годзюр?; Ivano-Frankivs'k, 6 marzo 1985) è un ex calciatore russo, di ruolo portiere.